# L'Inhumaine
L'Inhumaine ("den omänskliga") är en fransk dramafilm från 1924 i regi av Marcel L'Herbier, med Georgette Leblanc och Jaque-Catelain i huvudrollerna. Den handlar om en framgångsrik men känslomässigt avstängd operasångerska som uppvaktas av en ung svensk vetenskapsman och flera andra män. Filmen hade premiär 12 december 1924.

## Medverkande
- Georgette Leblanc som Claire Lescot, operasångerska
- Jaque-Catelain som Einar Norsen
- Léonid Walter de Malte som Wladimir Kranine
- Philippe Hériat som Djorah de Nopur
- Fred Kellerman som Frank Mahler
- Marcelle Pradot som politisk aktivist